# Фельдман Геннадій Михайлович
Фельдман Геннадій Михайлович (15 жовтня 1947, Харків)  — радянський та український математик, член-кореспондент НАН України, доктор фізико-математичних наук, професор.

## Біографія
Г. М. Фельдман народився 15 жовтня 1947 року в  Харкові. 1970 року закінчив механіко-математичний факультет Харківського національного університету ім. В. Н. Каразіна. В 1970—1973 рр. вчився в аспірантурі Фізико-технічного інституту низьких температур ім. Б. І. Вєркіна НАН України, де в 1973 році захистив кандидатську дисертацію на тему «Гармонический анализ неунитарных представлений локально компактных абелевых групп» (науковий керівник Ю.І. Любич). З 1973 року працює в Фізико-технічному інституті низьких температур. З 2001 року — завідувач відділу теорії функцій, з 2012 року — заступник директора інституту — керівник Математичного відділення. 1985 року в Вільнюському університеті захистив докторську дисертацію на тему «Арифметика вероятностных мер на локально компактных абелевых группах». 2018 року його обрали членом-кореспондентом НАН України. Більш ніж 20 років Г. М. Фельдман працював за сумісництвом на механіко-математичному факультеті Харківського національного університету ім. В. Н. Каразіна. Він автор 5 монографій та більш ніж 100 наукових статей.

## Науковий доробок
Наукові інтереси Г. М. Фельдмана — абстрактний гармонічний аналіз та алгебраїчна теорія ймовірностей. Він побудував теорію розкладань випадкових величин та довів аналоги класичних характеризаційних теорем математичної статистики в ситуації, коли випадкові величини приймають значення в різноманітних класах локально компактних абелевих груп (дискретні, компактні та інші).

## Премії
Премія НАН України ім. М. В. Остроградського (2009) за серію праць «Імовірнісні задачі на групах та в спектральній теорії» (разом з Л. А. Пастуром та М. В. Щербиною).
Державна премія України в галузі науки і техніки (2018) за роботу «Якісні методи дослідження моделей математичної фізики» (разом з А. Н. Кочубеєм , М. В. Щербиною, О. Л. Ребенко, І. В. Микитюком, В. Г. Самойленко, А. К. Прикарпатським).
Премія НАН України ім. Ю.О. Митропольського (2021)  за серію праць «Нові аналітичні методи в теорії нелінійних коливань, теорії випадкових матриць та в характеризаційних задачах» (разом з В. Ю. Слюсарчуком та М. В. Щербиною).

## Монографії
Г.М. Фельдман. Арифметика вероятностных распределений и характеризационные задачи на абелевых группах, Киев: Наукова думка, 1990, 168 с.
G.M. Fel'dman. Arithmetic of probability distributions, and characterization problems on Abelian groups, Transl. Math. Monographs. Vol. 116, Providence, RI: American Mathematical Society, 1993, 223 pp. 
Gennadiy Feldman. Functional equations and characterization problems on locally compact Abelian groups, EMS Tracts in Mathematics 5, Zurich: European Mathematical Society, 2008, 268 pp. 
Г.М. Фельдман. Характеризационные задачи математической статистики на локально компактных абелевых группах, Киев: Наукова думка, 2010, 432 с.
Gennadiy Feldman. Characterization of Probability Distributions on Locally Compact Abelian Groups. Mathematical Surveys and Monographs. Vol. 273, Providence, RI: American Mathematical Society, 2023, 240 pp. 